# Барлоу, Эмили-Клэр
Эмили-Клэр Барлоу (родилась 6 июня 1976 г.) — канадская певица, аранжировщик, продюсер и актриса озвучивания. Выпустила несколько альбомов на собственном лейбле Empress Music Group и озвучила персонажей мультсериалов. Поет на английском, французском и португальском языках.
Первый альбом «Sings» выпущен в 1998 году. Получила семь номинаций на канадской премии Juno Awards, а альбом Seule ce soir получил награду за лучшую джазовую вокальную запись в 2013 году, а Clear Day — в 2016 году. Seule ce soir получил Альбом года на Джазовой интерпретации ADISQ Awards 2013. Номинирована на премию Джека Ричардсона «Продюсер года» на Juno Awards 2016.
В 2008 получила статус вокалистки года на Национальной джазовой премии года. Своими вдохновителями Эмили-Клэр назвала Эллу Фицджеральд, Тони Беннетта и Стиви Уандера .
Озвучивала различных персонажей для мультсериалов, в том числе Сейлор Марс и Сейлор Венеру в Sailor Moon, Кортни, Лори и Элоди в сериале Total Drama, Крисси в сериале «6teen», Миссис Риджмаунт в «Stokes», Банни в «Почти голых животных» и Терезу Фальконе (МакДугалл) в «Fugget About It» .

## Ранний период жизни
Родившаяся в Торонто в семье профессиональных музыкантов, Барлоу выросла в студиях звукозаписи и к семи годам начала карьеру певицы в теле- и радиорекламе.
Родители поощряли её желание петь и учиться играть на нескольких инструментах, включая фортепиано, виолончель, кларнет и скрипку. Изучала вокал в Школе искусств Этобико, теорию музыки и аранжировку в колледже Хамбера.

## Семья
Её отец — удостоенный наград джазовый барабанщик Брайан Барлоу (он же Брайан Леонард), мать, Джуди Тейт, — композитор, аранжировщик и певица. Дедушками были чревовещатель Сай Леонард и актёр Боб Хомм (сыгравший Дружелюбного великана), дядей был Ричард Хомм, канадский джазовый басист, умерший 6 мая 2011 года.

## Дискография
- Sings (Rhythm Tracks, 1998)
- Tribute (Rhythm Tracks, 2001)
- Happy Feet (Rhythm Tracks, 2003)
- Like a Lover (Empress, 2005)
- Winter Wonderland (Empress, 2006)

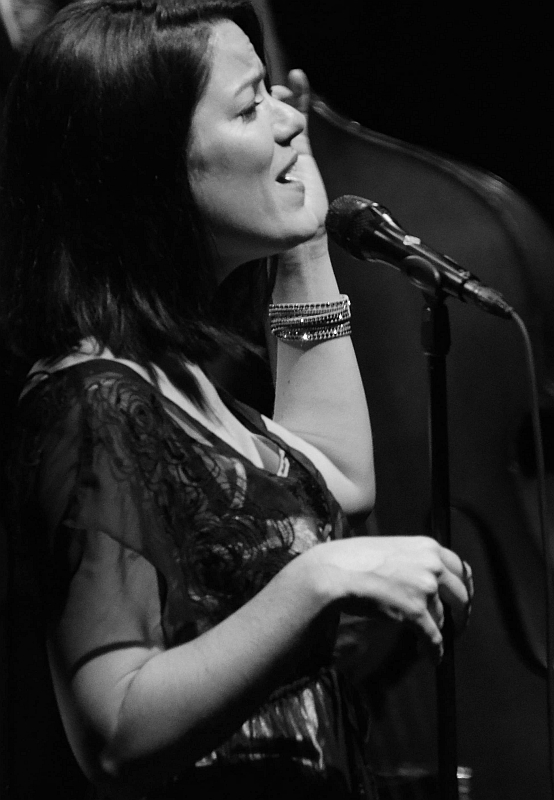
Барлоу в 2014 году

- The Very Thought of You (Empress, 2007)
- Haven’t We Met? (Empress, 2009)
- The Beat Goes On (Empress, 2010)
- Seule ce soir (Empress, 2012)
- Live in Tokyo (eOne, 2014)
- Clear Day (eOne, 2015)
- Lumières d’hiver (Empress, 2017)

### Приглашённый исполнитель
- Питер Апплеярд, Sophisticated Ladies, (Linus, 2012)
- Мелани Доан, A Thousand Nights (Prairie Ocean, 2008)
- Мэтт Даск, My Funny Valentine: The Chet Baker Songbook (Royal Crown, 2013)
- Дэйв Векл и Джей Оливер, Carousel (самиздат, 2014)

## Награды
| Год     | Награда                          | Номинированная работа                                | Категория                             | Результат |
| ------- | -------------------------------- | ---------------------------------------------------- | ------------------------------------- | --------- |
| 2002 г. | Джуно                            | Tribute                                              | Вокальный джазовый альбом года        | Номинация |
| 2008 г. | Джуно                            | The Very Thought of You                              | Вокальный джазовый альбом года        | Номинация |
| 2008 г. | Национальная джазовая награды    |                                                      | Женщина-вокалистка года               | Победа    |
| 2008 г. | Джемини                          | Words to Music: Canadian Songwriters Hall of Fame    | Best Performance in a Variety Program | Номинация |
| 2010 г. | Джуно                            | Haven’t We Met?                                      | Вокальный джазовый альбом года        | Номинация |
| 2011 г. | Джуно                            | The Beat Goes On                                     | Вокальный джазовый альбом года        | Номинация |
| 2011 г. | Независимый альбом года SiriusXM |                                                      | Джазовый исполнитель года             | Победа    |
| 2013    | Джуно                            | Seule ce soir                                        | Вокальный джазовый альбом года        | Победа    |
| 2013    | ADISQ                            | Seule ce soir                                        | Альбом года — Джазовая интерпретация  | Победа    |
| 2013    | Независимый альбом года SiriusXM |                                                      | Джазовый исполнитель года             | Победа    |
| 2013    | ACTRA Awards                     | Almost Naked Animals — Miss Surrounding Area (Bunny) | Выдающаяся исполнение — Вокал         | Номинация |
| 2016 г. | Джуно                            | Clear Day                                            | Вокальный джазовый альбом года        | Победа    |
| 2016 г. | Джуно                            | Clear Day                                            | Продюсер года                         | Номинация |
| 2016 г. | ADISQ Awards                     | Clear Day                                            | Альбом года — Джаз                    | Номинация |

## Фильмография
| Год     | Заголовок      | Роль           | Заметки      |
| ------- | -------------- | -------------- | ------------ |
| 1992 г. | О, что за ночь | Лоррейн        |              |
| 2012 г. | Z-Baw          | Мара (озвучка) | Главная роль |

### Телевидение
| Год        | Заголовок       | Роль                                        | Заметки                           |
| ---------- | --------------- | ------------------------------------------- | --------------------------------- |
| 1994 г.    | Могучие джунгли | Шерил (голос)                               | 1 серия: «Один дома»              |
| 1998, 2000 | Сэйлор Мун      | Сейлор Марс (голос) / Сейлор Венера (голос) | 94 серии, дубляж DIC и дубляж CWI |